# Main-Neckar-Eisenbahn-Gesellschaft
Die Main-Neckar-Eisenbahn-Gesellschaft (MNB, oft auch MNE) war ein Eisenbahnunternehmen, das gegründet wurde, um die Bahnstrecke Frankfurt am Main–Heidelberg zu errichten. Die Rechtsform war die einer Kondominalbahn zwischen den damaligen Staaten, über die die Trasse verlief: die Freie Stadt Frankfurt und die Großherzogtümer Hessen und Baden. Die MNB bestand bis 1902.

Main-Neckar-Bahnhof Darmstadt: Rechts das Empfangsgebäude, in dessen oberen Stockwerken sich die Direktion der MNB befand

Lokomotive „Main“ der MNB von der Maschinenfabrik Esslingen (1845)

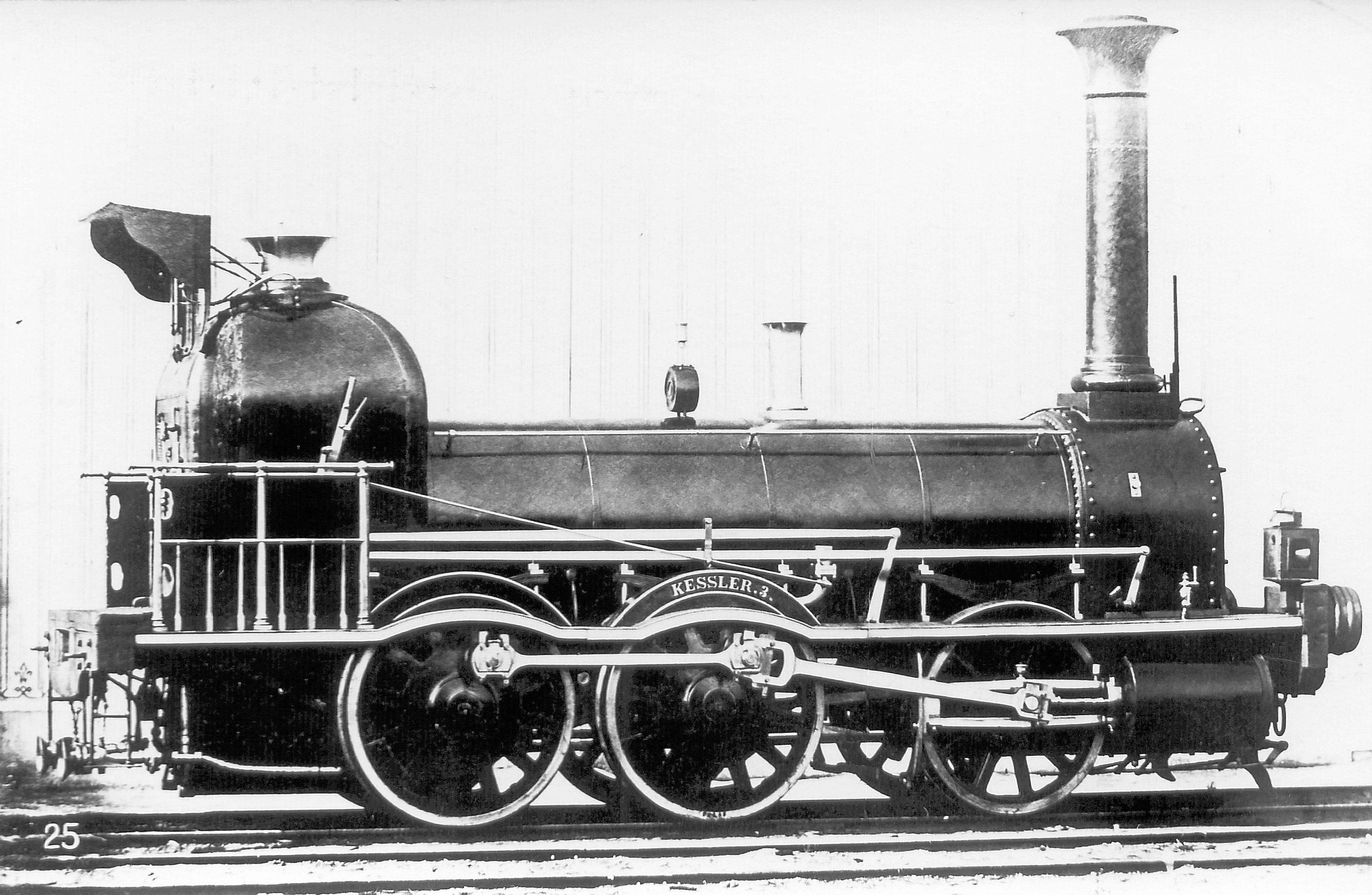
Lokomotive Nr. 3 der MNB von der Maschinenfabrik Esslingen (1846)

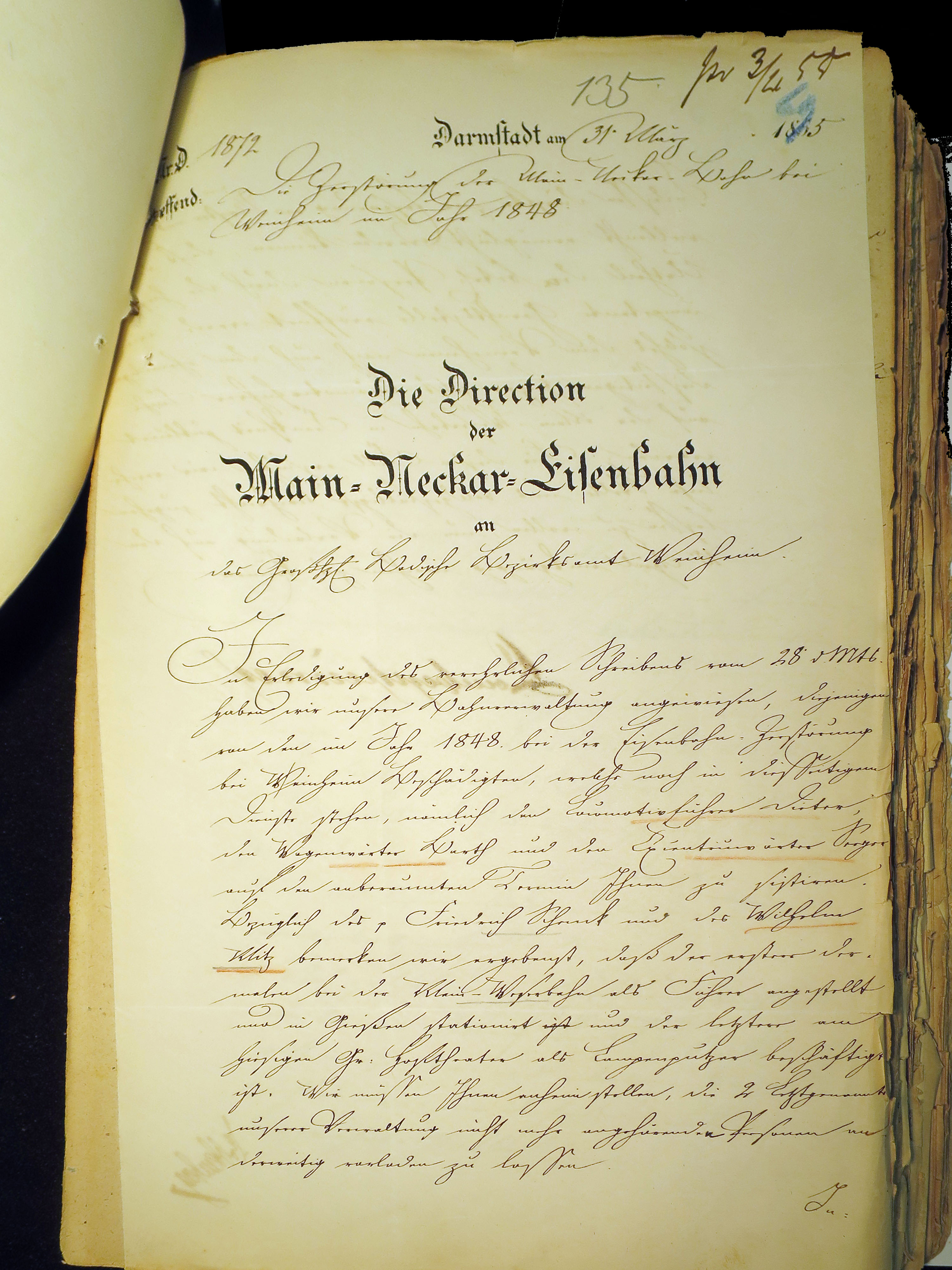
Briefkopf eines Schreibens der Direktion der MNB

## Vorgeschichte
Bereits am 31. Januar 1836 wurde in Darmstadt die Darmstädter Eisenbahn-Gesellschaft mit dem Ziel gegründet, eine Eisenbahn zu bauen, die Darmstadt mit Mannheim im Süden und nach Norden mit einer Y-förmigen Trasse mit Frankfurt einerseits und Mainz andererseits verbinden sollte. Es folgte eine Diskussion mit der Regierung des Großherzogtums Hessen über Einzelheiten. In Vorbereitung des grenzüberschreitenden Baus schlossen die drei Staaten am 10. Januar 1838 einen Staatsvertrag betreffend die Main-Neckar-Bahn. Auch wurde die projektierte Streckenführung im Sommer 1838 bereits vermessen. Die Regierungen waren bereit, der Darmstädter Eisenbahn-Gesellschaft eine entsprechende Konzession zu erteilen, falls die Gesellschaft das für erforderlich gehaltene Grundkapital von 6 Mio. Gulden bis zum Ende des Jahres 1841 aufbringe. Das aber scheiterte und so löste sich die Darmstädter Eisenbahn-Gesellschaft zum Ende des Jahres 1841 auf.

## Gründung
Die drei betroffenen Staaten entschlossen sich daraufhin, eine Bahn von Frankfurt nach Heidelberg auf Staatskosten anzulegen, um gegenüber Nachbarstaaten nicht ins Hintertreffen zu geraten, falls sie für eine zeitgemäße Infrastruktur nicht sorgten. Sie schlossen darüber einen neuen Staatsvertrag vom 25. Februar 1843. Dieser regelte den Rahmen der zu errichtenden Eisenbahninfrastruktur und legte fest, dass
- die Strecke von Frankfurt über Darmstadt, Weinheim und Ladenburg nach Heidelberg führen soll (Art. 1).
- jeder der drei beteiligten Staaten die Kosten für den Bau auf seinem Staatsgebiet zu tragen hatte (Art. 7).
- die Eisenbahndirektion ihren Sitz in Darmstadt nahm (Art. 9) und
- dort auch die Zentralwerkstätte errichtet wurde (Art. 2).
- die Direktion aus drei Mitgliedern gebildet wurde, von denen jeder der beteiligten Staaten eines ernannte (Art. 10). Das hessische Mitglied führte den Vorsitz des im Übrigen kollegial entscheidenden Gremiums.[7]
- von den Kosten der Erstausstattung mit Betriebsmitteln – also in erster Linie den Fahrzeugen – das Großherzogtum Hessen 2/3, die beiden anderen Staaten je 1/6 übernahmen (Art. 14).
- der erste Staatsvertrag vom 10. Januar 1838 aufgehoben wurde (Art. 14).

Darüber hinaus schlossen die Staaten Separat-Artikel zu dem Vertrag, die Details regelten, und einen weiteren Vertrag unter dem gleichen Datum über die „Seitenbahn von Friedrichsfeld nach Mannheim“.
Festgelegt wurde auch, dass die MNB Post zu befördern hatte. Für Briefe und Päckchen bis zu zum Gewicht von einem Pfund erhielt sie dafür keine Vergütung. Die Bestimmung war ein Ärgernis für die MNB, zumal sie zunächst sogar auch für die größeren Päckchen nicht vergütet wurde, weil das hessische Finanzministerium eine entsprechende Rechtsgrundlage nicht rechtzeitig geschaffen hatte. Postseitig waren Partner der MNB die Thurn-und-Taxis-Post (für Frankfurt und Hessen) und die Badische Post, die verlangen konnten, dass in jeden Regelzug ein Postwagen eingestellt wurde.

## Organisation
Aufsichtsbehörden über die MNB waren die fachlich zuständigen Ministerien der beiden Großherzogtümer und der Rat der Freien Stadt Frankfurt. Letzterer wurde nach dem Krieg von 1866 durch das preußische Ministerium für Handel, Gewerbe und öffentliche Arbeiten ersetzt. Diese Aufsichtsbehörden hatten auch im täglichen Betrieb weitgehende Kompetenzen. Bei ihnen lag etwa die Personalhoheit für die höheren Beamten und sie legten den Fahrplan fest.
Die Gesellschaft richtete eine zentrale Direktion für die Bahn mit Sitz in Darmstadt ein. Nach Fertigstellung hatte sie ihren Sitz im Empfangsgebäude des Bahnhofs Darmstadt. Die Abstimmung zwischen der Direktion und ihren drei Aufsichtsbehörden war aufwändig. Für jeden der beteiligten Staaten gab es eine eigene Eisenbahnverwaltung, die für den Streckenabschnitt in jeweils ihrem Land zuständig war.

## Bau und Betriebsaufnahme

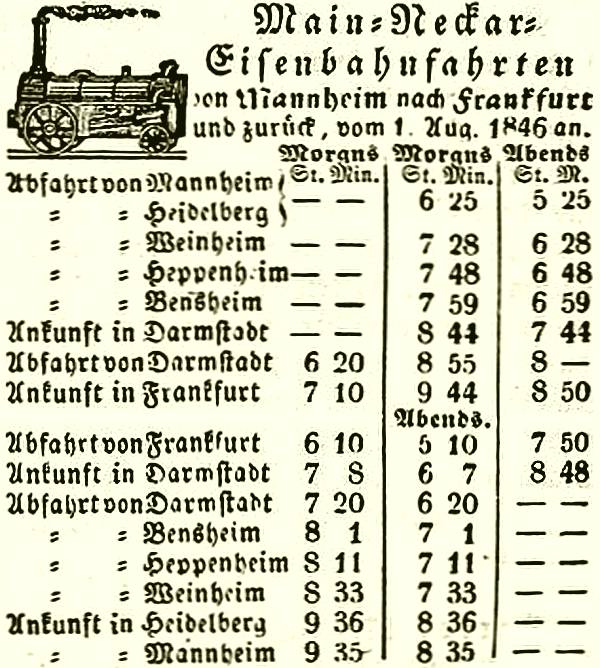
Erster Fahrplan der Gesamtstrecke, 1. August 1846

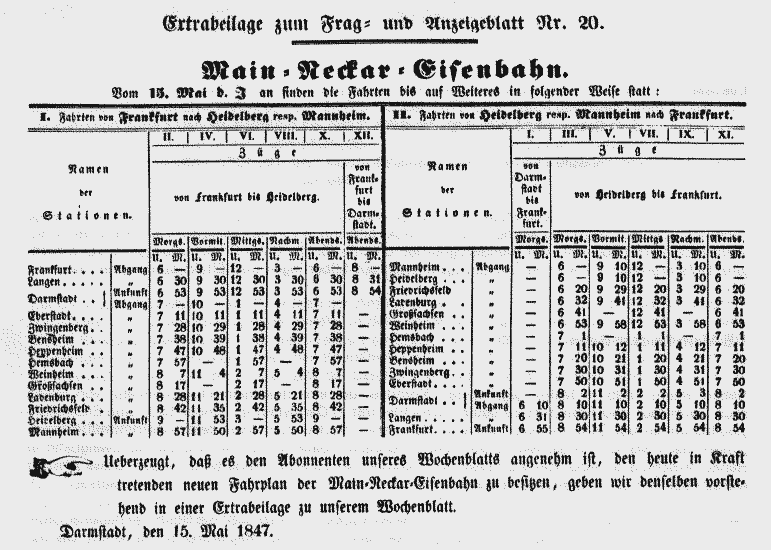
Fahrplan von 1847

Der Bau der Strecke begann im Juni 1843 im Frankfurter Abschnitt. Am 16. April 1846 fand die erste Probefahrt von Darmstadt nach Langen statt. Die Regierung des Großherzogtums Hessen erließ deshalb noch im Mai 1846 Polizeivorschriften, wie sich die Allgemeinheit gegenüber der neuen Technik zu verhalten habe. Eröffnet wurde die Bahn für den Personenverkehr in mehreren Streckenabschnitten, am 1. August 1846 eröffnete die Gesamtstrecke den kommerziellen Betrieb im Personenverkehr und ab dem 9. August 1847 folgte dann auch der Güterverkehr. Als erster Vorstand der Eisenbahngesellschaft amtierte zwischen 1846 und 1867 Wilhelm von Weiler.

## Ausbau

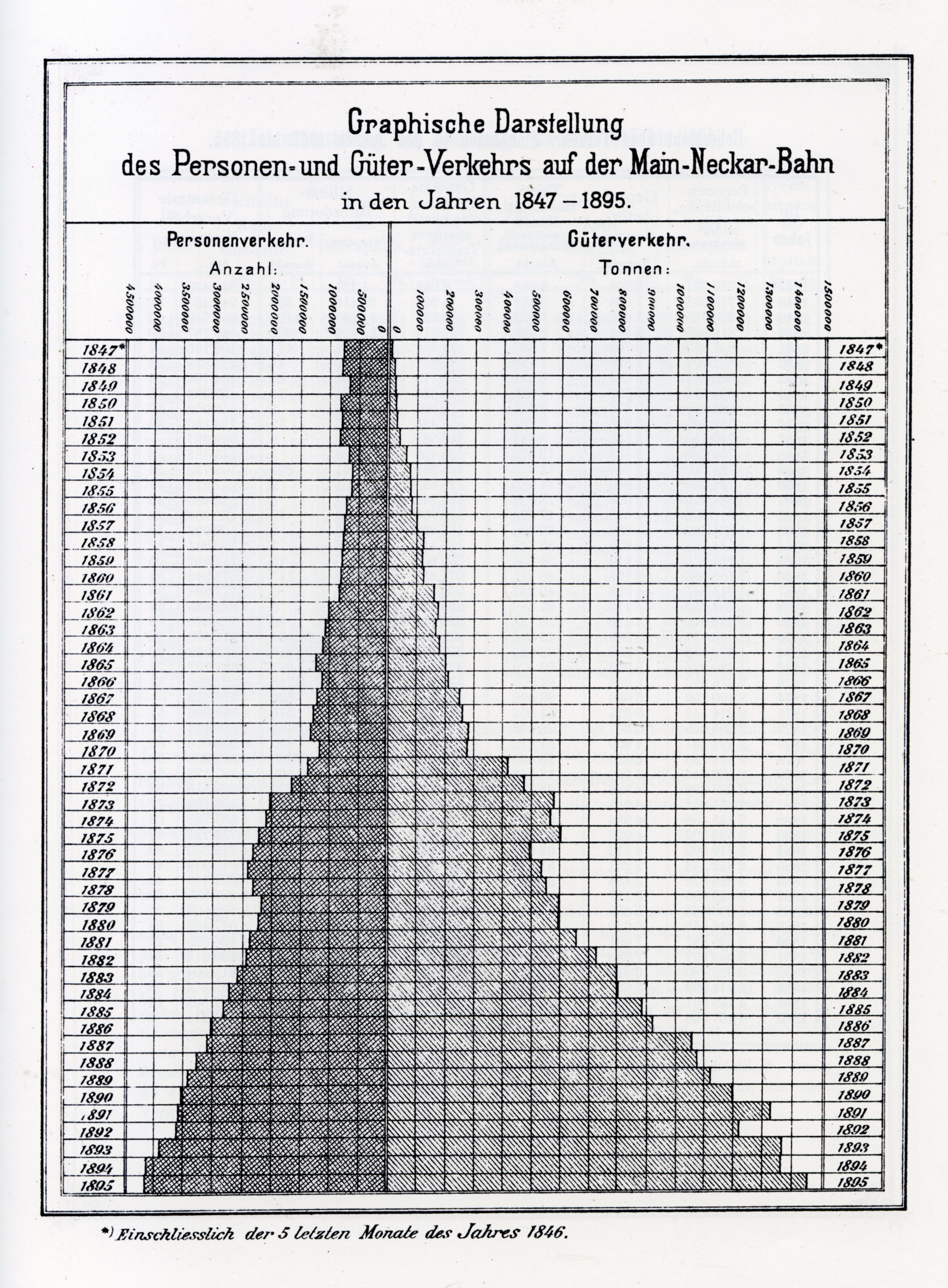
Verkehrsleistung der MNB von 1846 bis 1895

Nachdem 1852 die Gleise der MNB und der Main-Weser-Bahn in Frankfurt verbunden worden waren und durchgehender Verkehr stattfand, trat die MNB dem Mitteldeutschen Eisenbahnverband bei. Das hatte z. B. die Folge, dass ab 1854 Begleitpersonal von Güterzügen zwischen Dresden und Heidelberg durchgängig eingesetzt werden konnte. 1857 gehörte die Gesellschaft zu den Mitgründern des Westdeutschen Eisenbahnverbandes, 1860 trat sie auch dem Rheinischen Eisenbahnverband bei.
1862 kam ein Vertrag mit der Hessische Ludwigsbahn über die Mitnutzung des Frankfurter Main-Neckar-Bahnhofs zustande, der dafür ausgebaut wurde. Deren seit dem 3. Januar 1863 über die Bahnstrecke Mainz–Frankfurt in Frankfurt ankommenden Züge endeten dort.
Der Ausgang des Krieges von 1866 endete unter anderem mit dem Untergang der Eigenstaatlichkeit der Freien Stadt Frankfurt, die vom Preußen annektiert wurde. Dadurch übernahm Preußen auch den Frankfurter Anteil an der Main-Neckar-Eisenbahn-Gesellschaft.
1867 versuchte die Hessische Ludwigsbahn den preußischen und hessischen Anteil an der Main-Neckar-Eisenbahn zu kaufen. Aber sowohl die preußische Regierung als auch die Zweite Kammer der Landstände des Großherzogtums Hessen lehnten das Vorhaben ab.
1873 kam es zu einer Reform in der Zusammenarbeit der drei Anteilseigner, bei der allerdings nur ein Teil der Aufgaben, die bisher die drei beteiligten Staaten wahrgenommen hatten auf die MNB verlagert wurde.
Am 18. Mai 1878 schlossen die drei Regierungen einen Staatsvertrag über den Bau und Betrieb der Bahnstrecke Friedrichsfeld–Schwetzingen. Sie ging 1880 in Betrieb. Es war die erste wesentliche Erweiterung des Streckennetzes der Main-Neckar-Eisenbahn-Gesellschaft, seit sie 1846 in Betrieb gegangen war. Über die gemeinsame Nutzung des Bahnhofs Schwetzingen wurde am 12. Mai 1880 ein Vertrag mit den Badischen Staatseisenbahnen (BadStB) geschlossen.
Ein weiterer Staatsvertrag vom 27. Oktober 1886 regelte die Nutzung des damals im Bau befindlichen und 1888 eröffneten neuen Frankfurter Centralbahnhofs. Kurz darauf kam es zu einem Vertrag zwischen der Main-Neckar-Eisenbahn-Gesellschaft und dem Großherzogtum Hessen über den Betrieb der dem Großherzogtum gehörenden Bahnstrecke Eberstadt–Pfungstadt durch die MNB.
1895 gingen die von der Main-Neckar-Bahn abzweigenden Bahnstrecken Weinheim–Fürth und Bickenbach–Seeheim in Betrieb. Gebaut wurden sie von den Großherzoglich Hessische Staatseisenbahnen die deren Betrieb jedoch teilweise der Main-Neckar-Eisenbahn-Gesellschaft übertrugen.

## Strecken
Mit der Betriebsübernahme der von der Hauptstrecke abzweigenden Strecken Weinheim–Fürth und Bickenbach–Seeheim hatte die Main-Neckar-Eisenbahn-Gesellschaft die maximale Größe ihres Betriebs erreicht. Dieser erstreckte sich über 104 km eigene Strecke und 23 km Strecken der hessischen Staatsbahn. Die Gesellschaft betrieb im Einzelnen folgende Strecken:
| Strecke                      | Eröffnung         | Anmerkung |
| ---------------------------- | ----------------- | --- |
| Frankfurt am Main–Heidelberg | 1846              | Stammstrecke des Unternehmens                                                                                                 |
| Friedrichsfeld–Mannheim      | 1846              | Parallel zu den Badischen Staatseisenbahnen (BadStB) auf eigenem Gleis, ab 1869 zweigleisiger Betrieb zusammen mit den BadStB |
| Louisa–Bebraer Bahnhof       | 1876              | Verbindungskurve zur Bebraer Bahn                                                                                             |
| Friedrichsfeld–Schwetzingen  | 1880              | [ 37 ] |
| Eberstadt–Pfungstadt         | 20. Dezember 1886 | Nur Teil des Betriebs, die Strecke stand im Eigentum der Großherzoglich Hessischen Staatseisenbahnen.                         |
| Weinheim–Fürth               | 1. Juli 1895      | Nur Teil des Betriebs, die Strecke stand im Eigentum der Großherzoglich Hessischen Staatseisenbahnen.                         |
| Bickenbach–Seeheim           | 8. Juli 1895      | Nur Teil des Betriebs, die Strecke stand im Eigentum der Großherzoglich Hessischen Staatseisenbahnen.                         |

## Ende
1902 wurde die Main-Neckar-Eisenbahn-Gesellschaft durch einen Staatsvertrag über die Vereinfachung der Eisenbahnverwaltung vom 14. Dezember 1901 zwischen Preußen, Hessen und Baden aufgelöst. Der auf badischem Gebiet liegende Streckenteil kam zu den Badischen Staatsbahnen, der Streckenteil auf hessischem und preußischem Gebiet wurde Teil der Preußisch-Hessischen Eisenbahngemeinschaft und der Königlich Preußischen und Großherzoglich Hessischen Eisenbahndirektion Mainz unterstellt. Damit endete die Geschichte der Main-Neckar-Eisenbahn-Gesellschaft.

## Trivia
Die Gesellschaft wurde oft auch mit MNE abgekürzt und auch das Eigentumsmerkmal, das sich auf den Güterwagen befand, war „M.N.E.“. Die entsprechende Verballhornung unter Eisenbahnern lautete Mach’ Nix Extraschlaues.